# Eduardo Antonio Parra
Eduardo Antonio Parra (León, Guanajuato, 1965) es un escritor y ensayista mexicano.

## Biografía
Nació en León, Guanajuato en 1965. Narrador. Ha sido ganador de varios premios nacionales de cuento, entre ellos el Efrén Hernández, convocado por el Instituto Cultural de Guanajuato. En el año 2000 obtuvo el Premio Internacional de Cuento Juan Rulfo, convocado en París por Radio Francia Internacional. Ha sido becario del Fonca en la categoría de Jóvenes Creadores, tanto en la disciplina de cuento como en la de novela, también del Sistema Nacional de Creadores de Arte y de la John Simon Guggenheim Foundation. Es autor de los libros de relatos Los límites de la noche (ERA, 1996), Tierra de nadie (ERA, 1999), Nadie los vio salir (ERA, 2001) y Parábolas del silencio (ERA, 2006), y de las novelas Nostalgia de la sombra (Joaquín Mortiz, 2002) y Juárez, el rostro de piedra (Grijalbo, 2008). Su libro Tierra de nadie ha sido traducido al inglés, francés y portugués, y otros de sus cuentos han aparecido, además de en estos idiomas, en italiano, alemán, danés, islandés, húngaro, esloveno y búlgaro. Asimismo, su novela Nostalgia de la sombra, ha sido vertida a la lengua italiana.  Colabora con regularidad en suplementos culturales y revistas de circulación nacional con crónicas, relatos, ensayos y reseñas críticas. En 2009, la mayoría de sus cuentos fueron recopilados en el volumen Sombras detrás de la ventana (ERA, 2009), libro que obtuvo el Premio de Literatura Antonin Artaud 2010, otorgado por la Embajada de Francia en México. Y en 2011 apareció en Francia una traducción de Los límites de la noche.
Ha sido editor en el Consejo para la Cultura de Nuevo León, y desde hace 18 años se ha desempeñado como editor independiente para varias casas editoriales. Ha impartido más de 100 talleres literarios a lo largo y ancho del país, y ha sido coordinador de diversos congresos, como el Encuentro Internacional de Escritores de Monterrey en más de seis ocasiones. Ha sido conferencista en el Instituto Cervantes de Berlín, en la Universidad de San Diego, Cal., en el Centro de Convenciones de Buenos Aires, Argentina, así como en diversas universidades mexicanas. Ha sido jurado en más de 100 certámenes literarios nacionales e internacionales. Participante asiduo en festivales, congresos y simposiums en varios países del mundo, se ha desempeñado también como catedrático invitado en varias instituciones mexicanas, como la UNAM y el Colegio de Sinaloa, así como del extranjero.

## Obras
Libros de cuentos
- El río, el pozo y otras fronteras (Gobierno del Estado de Nuevo León, Monterrey, 1995)
- Los límites de la noche (Ediciones Era, Ciudad de México, 1996) (Incluye: "El juramento"; "El placer de morir"; "Como una diosa"; "La noche más oscura"; Nocturno fugaz"; "El último vacío"; "El pozo"; "Cómo se pasa la vida"; "El cazador")
- Tierra de nadie (Ediciones Era. Ciudad de México, 1999) (Incluye: "La piedra y el río"; "La vida real"; "Nomás no me quiten lo poquito que traigo"; "Navajas"; "El escaparate de los sueños"; "Traveler Hotel"; "Viento invernal"; "Los últimos"; "El cristo de San Buenaventura")
- Nadie los vio salir (Ediciones Era. Ciudad de México, 2001) (Premio Internacional de Cuento Juan Rulfo)
- El Cristo de Sanbuenaventura y otros cuentos (CONARTE. Monterrey, 2003)
- Dos cuentos (Editorial Aldus; Consejo Nacional para la Cultura y las Artes, 2003) (Incluye: El Cristo de Sanbuenaventura; El cazador")
- Las leyes de la sangre y otros relatos (Ediciones La Rana. Guanajuato, 2004)
- Parábolas del silencio (Ediciones Era. Ciudad de México, 2006) (Incluye: "Al acecho"; "El laberinto"; "Cuerpo presente"; "Bajo la mirada de la luna"; "En lo que dura una canción"; "Los santos inocentes"; "Que no sea un perfume"; "La habitación del fondo"; "Plegarias silenciosas")
- Sombras detrás de la ventana: cuentos reunidos (Ediciones Era. Ciudad de México, 2009)
- Desterrados (Universidad Autónoma de Sinaloa, UANL: Universidad Autónoma de Nuevo León, Ediciones Era. Ciudad de México, 2013)

Novelas
- Nostalgia de la sombra (Joaquín Mortiz. Ciudad de México, 2002)
- Juárez, el rostro de piedra (Editorial Grijalbo. Ciudad de México, 2008)
- Laberinto (Random House, 2019).

Otros
- La vida real: transformación de tres cuentos en guiones cinematográficos (con José Luis Solís y Mario Núñez). (Universidad Autónoma de Nuevo León. Monterrey, 2008).